# Кумбс, Торранс
То́рранс Кумбс (англ. Torrance Coombs, род. 14 июня 1983, Ванкувер, Британская Колумбия, Канада) — канадский актёр, наиболее известен по ролям Томаса Калпепера в телесериале «Тюдоры», Сэма Бешта в телесериале «Шах и мат» и Себастьяна (Баша), незаконнорождённого сына короля Франции Генриха II, в телесериале «Царство».

## Ранняя жизнь и карьера
Торранс Кумбс родился и вырос в Ванкувере, Британская Колумбия, Канада. Чтобы лучше выразить себя, Кумбс присоединился к школьному хору и вскоре получил роль Рам-Там-Таггера в мюзикле «Кошки». Он продолжил играть главные роли в школьных спектаклях, а затем присоединился к актерской программе Университета Британской Колумбии.

## Личная жизнь
С 2008 года встречается с победительницей конкурса Мисс США 2011 года Алиссой Кампанеллой. 12 июня 2015 года они объявили о помолвке. 2 апреля 2016 года Алисса и Торранс поженились. 19 апреля 2019 года они объявили о своём расставании, пара развелась в том же году .

## Фильмография
| Год       |     | Русское название             | Оригинальное название | Роль                      |
| --------- | --- | ---------------------------- | --------------------- | ------------------------- |
| 2005      | кор |                              | Judy's Comeuppance    | парамедик №2              |
| 2007      | с   | Сверхъестественное           | Supernatural          | Митч                      |
| 2008      | с   | Джей-Под                     | jPod                  | Джон Доу                  |
| 2009      | с   | Звёздный крейсер «Галактика» | Battlestar Galactica  | Лэнс Корпорал С. Селлерс  |
| 2009      | кор |                              | The Familiar          | Сэм Мэтисон               |
| 2009      | кор |                              | Good Image Media      | Пи джей                   |
| 2010—2012 | с   |                              | Heartland             | Чейс Пауэрс               |
| 2010      | с   | Тюдоры                       | The Tudors            | Томас Калпепер            |
| 2011      | тф  |                              | Kits                  | Кэмпбелл                  |
| 2011      | ф   | Афганец Люк                  | Afghan Luke           | рядовой Дейли             |
| 2011      | с   | Шах и мат                    | Endgame               | Сэм Бешт                  |
| 2011      | тф  | Гора-убийца                  | Killer Mountain       | Ченс                      |
| 2011      | с   | Хейвен                       | Haven                 | Кайл Хопкинс              |
| 2011      | тф  |                              | Stay with Me          | Джейк                     |
| 2013      | в   | Убей ради меня               | Kill For Me           | Кэмерон                   |
| 2013      | ф   | Все люди лгут                | Liars All             | Деннис                    |
| 2013—2016 | с   | Царство                      | Reign                 | Себастьян (Баш) де Пуатье |
| 2014      | мтф |                              | Polaris               | Майло                     |
| 2015      | ф   |                              | Drawing Home          | Кит Пэйли                 |
| 2015      | ф   | Эдвард                       | Eadweard              | Белл                      |
| 2016      | ф   | Последнее ограбление         | The Last Heist        | Пол                       |
| 2016      | с   | Всё ещё связанные            | Still Star-Crossed    | Граф Пэрис                |
| 2018      | с   | Первородные                  | The Originals         | Деклан                    |
| 2018      | тф  |                              | Royally Ever After    | Дэнни                     |